# Mednarodni grafični likovni center
Mednarodni grafični likovni center (kratica MGLC) je muzej in producent grafične in sodobne umetnosti. Sedež ima v gradu Tivoli v Ljubljani. Ustanovljen je bil 25. decembra 1986 kot javni občinski zavod. Pobudo za ustanovitev je nastala zaradi mednarodnega uspeha Mednarodnega grafičnega bienala Ljubljana. Tako je največja mednarodna umetniška prireditev v Sloveniji dobila svoje prostore. Najprej ga je vodil Zoran Kržišnik, med letoma 2000 in 2010 Lilijana Stepančič, nato Barbara Savenc in od leta 2011 Nevenka Šivavec. 
Muzej hrani obsežno zbirko grafik in avtorskih knjig, nastalih po drugi svetovni vojni. V galerijskih prostorih prireja razstave sodobne grafične in vizualne umetnosti. Ima študijski kabinet, knjižnico, rezidenčni prostor in grafične delavnice. Je eno od središč umetniškega dogajanja v Ljubljani. Poznan je po Mednarodnem grafičnem bienalu Ljubljana, ki se je začel z odprtjem 1. mednarodne grafične razstave 3. julija 1955 in je med najstarejšimi tovrstnimi prireditvami na svetu.
Od leta 2017 upravlja Švicarijo, v kateri so umetniški ateljeji in prostori za kulturne dogodke ter rekonstrukcija ateljeja kiparja Stojana Batiča.